# Мустафино (Бакалинський район)
Муста́фино (рос. Мустафино, башк. Мостафа) — село у складі Бакалинського району Башкортостану, Росія. Адміністративний центр Мустафинської сільської ради.
Населення — 821 особа (2010; 985 у 2002).
Національний склад:
- башкири — 71 %
- татари — 28 %